# Numerius Fabius Ambustus
Pour les articles homonymes, voir Fabius Ambustus.
Numerius Fabius Ambustus est un homme politique de la République romaine, tribun militaire à pouvoir consulaire en 406 et 390 av. J.-C., année de la prise de Rome par les Sénons de Brennus.

## Famille
Il est membre des Fabii Ambusti, descendants des Fabii Vibulani, branche de la gens Fabia. Il est le fils de Marcus Fabius Vibulanus, consul en 442 av. J.-C. et le frère de Quintus Fabius Ambustus, tribun consulaire en 390 av. J.-C. et de Kaeso Fabius Ambustus, tribun consulaire en 404, 401, 395 et 390 av. J.-C. Il est le père de Marcus Fabius Ambustus, consul en 360, 356 et 354 av. J.-C. et de Caius Fabius Ambustus, consul en 358 av. J.-C.
Tite-Live donne le praenomen Cnaeus mais celui de Numerius est attesté dans la gens Fabia depuis le mariage d'un Fabius avec la fille de Numerius Otacilius, un Samnite de Malventum. Son nom complet est Numerius (Cnaeus ?) Fabius M.f. Q.n. Ambustus.

## Biographie

### Premier tribunat consulaire (406)
En 406 av. J.-C., il est élu tribun militaire à pouvoir consulaire avec trois autres collègues, tous patriciens : Publius Cornelius Rutilus Cossus, Cnaeus Cornelius Cossus et Lucius Valerius Potitus.
Alors que Cnaeus Cornelius reste à Rome, les trois autres tribuns consulaires poursuivent la guerre contre les Volsques et se répartissent sur plusieurs fronts. Publius Cornelius se dirige vers Ecetrae et Lucius Valerius lance une attaque sur Antium, dévastant le territoire volsque. Pendant ce temps, Numerius Fabius qui ne participe pas aux opérations de pillage, avance vers Anxur, objectif principal de cette campagne. Quatre cohortes menées par Caius Servilius Structus Ahala qui sert sous les ordres de Numerius Fabius comme légat, contournent la ville et prennent position sur une hauteur qui la domine, alors que le gros de l'armée de Fabius attaque sur un autre point. Ahala lance l'assaut, prenant les défenseurs par surprise. Anxur tombe entre les mains des Romains qui font 2 500 prisonniers. Les armées des tribuns consulaires font leur jonction et Anxur est livrée au pillage. La ville est ensuite transformée en place forte pour protéger le sud du Latium.
C'est durant leur mandat qu'est introduite pour la première fois la paye pour les soldats,.

### Ambassadeur à Delphes (398)
En 398 av. J.-C., la plupart des tribuns consulaires sont appelés à relever les commandants du siège infructueux de Véies, sans parvenir à y mettre eux-mêmes un terme. Une ambassade est envoyée à Delphes, dont fait peut-être partie Numerius Fabius, pour consulter l'oracle concernant une brusque montée des eaux inexpliquée d'un lac près d'Albe la Longue. Ce phénomène est considéré comme un prodige par les Romains, un présage religieux (omen) qui pourrait être lié à l'issue de la guerre contre Véies. À son retour en 397 av. J.-C., l'ambassade rapporte l'oracle qui conditionne la prise de la ville par les Romains à la baisse du niveau de l'eau. Selon la tradition, les travaux de drainage s'achèvent en 396 av. J.-C., année de l'assaut final de Camille sur Véies.

### Ambassadeur à Clusium (391)
En 391 av. J.-C., il est envoyé avec ses deux frères comme membre d'une délégation à Clusium, une ville qui n'est pourtant pas alliée de Rome mais qui demanderait son assistance alors qu'elle est menacée par une invasion gauloise,. Mais les Gaulois, ignorant encore l'existence même des Romains, refusent de négocier. Les Clusiniens passent alors à l'offensive pour forcer les Gaulois à partir. C'est au cours d'une des attaques que les ambassadeurs romains, prenant part à la bataille, sont aperçus tuant un chef gaulois et dépouillant son cadavre. Les Gaulois envoient immédiatement des émissaires à Rome pour exiger que leur soient livrés les ambassadeurs. Bien que le Sénat romain désapprouve la conduite des Fabii, il refuse d'accéder aux demandes des Gaulois. Ce refus est interprété comme un casus belli par le chef Brennus et ses hommes qui marchent sur Rome pour obtenir réparation. De retour à Rome, les Fabii ne sont pas sanctionnés pour leurs fautes mais au contraire sont élus tribuns militaires à pouvoir consulaire et prennent le commandement de la guerre qui se prépare.
Même s'il est reconnu que les Romains entretiennent des relations avec la cité étrusque d'où proviennent des ravitaillements en blé, certains historiens remettent en doute l'intervention de Rome dans le conflit opposant les Gaulois à Clusium, et plus précisément l'intervention de membres de la gens Fabia. En effet, il existe un étrange synchronisme entre le Dies Alliensis, jour de la bataille de l'Allia, et le Dies Cremerensis, jour de la bataille du Crémère, qui tomberaient également un 18 juillet et pour laquelle est également engagée la responsabilité des membres de la gens Fabia. Cette coïncidence fait penser à un doublet et a pu entraîner une confusion chez les auteurs antiques. Toutefois, il est possible que des membres de la gens Fabia aient eu un rôle à jouer dans ce qui a déclenché le mouvement des Gaulois vers Rome. En effet, il s'agit d'un évènement peu glorieux à mettre au compte de cette famille alors que c'est un membre de cette même famille, l'historien Quintus Fabius Pictor, qui a contribué à établir le récit traditionnel. S'il a retenu la version engageant la responsabilité des Fabii, c'est certainement parce qu'elle s'imposait par la réalité des faits tels qu'ils sont connus à son époque.

### Deuxième tribunat consulaire (390)
En 390 av. J.-C., il est tribun militaire à pouvoir consulaire, avec cinq autres collègues dont ses deux frères, de retour de Clusium. Alors que les Gaulois de Brennus qui descendent vers le sud en suivant la via Salaria qui longe le Tibre représentent une des plus grandes menaces à laquelle Rome ait eu à faire face, les tribuns ne nomment pas de dictateur. Pris de vitesse, ils réunissent une armée en hâte placée sous le commandement de Quintus Sulpicius Longus. Mais l'impréparation des commandants et le manque d'expérience d'une partie des troupes réunies conduisent à la défaite suivie d'une débâcle durant laquelle les Romains se bousculent et sont en majorité massacrés. Les survivants se réfugient dans la cité étrusque de Véies qu'ils fortifient. Bien peu parviennent à rejoindre Rome. D'après Tite-Live, ce sont les tribuns consulaires, dont Numerius Fabius, qui sont responsables de la défaite parce qu'ils n'auraient pas respecté les rites religieux et auraient fait preuve de précipitation dans leur commandement.

« Les tribuns militaires, sans avoir d'avance choisi l'emplacement de leur camp, sans avoir élevé un retranchement qui pût leur offrir une retraite et ne se souvenant pas plus des dieux que des hommes, rangent l'armée en bataille, sans prendre les auspices et sans immoler de victimes. »

— Tite-Live, Histoire romaine, V, 38
La défaite de l'Allia ouvre la route de Rome aux Gaulois. Trois jours après la bataille, ils investissent Rome, les défenses de la ville ayant été dégarnies. Selon la tradition, tous les Romains qui le peuvent, essentiellement représentants de la jeunesse romaine, se réfugient sur le Capitole et se préparent à défendre la citadelle face aux assauts gaulois imminents.